# Юшневський Олексій Петрович

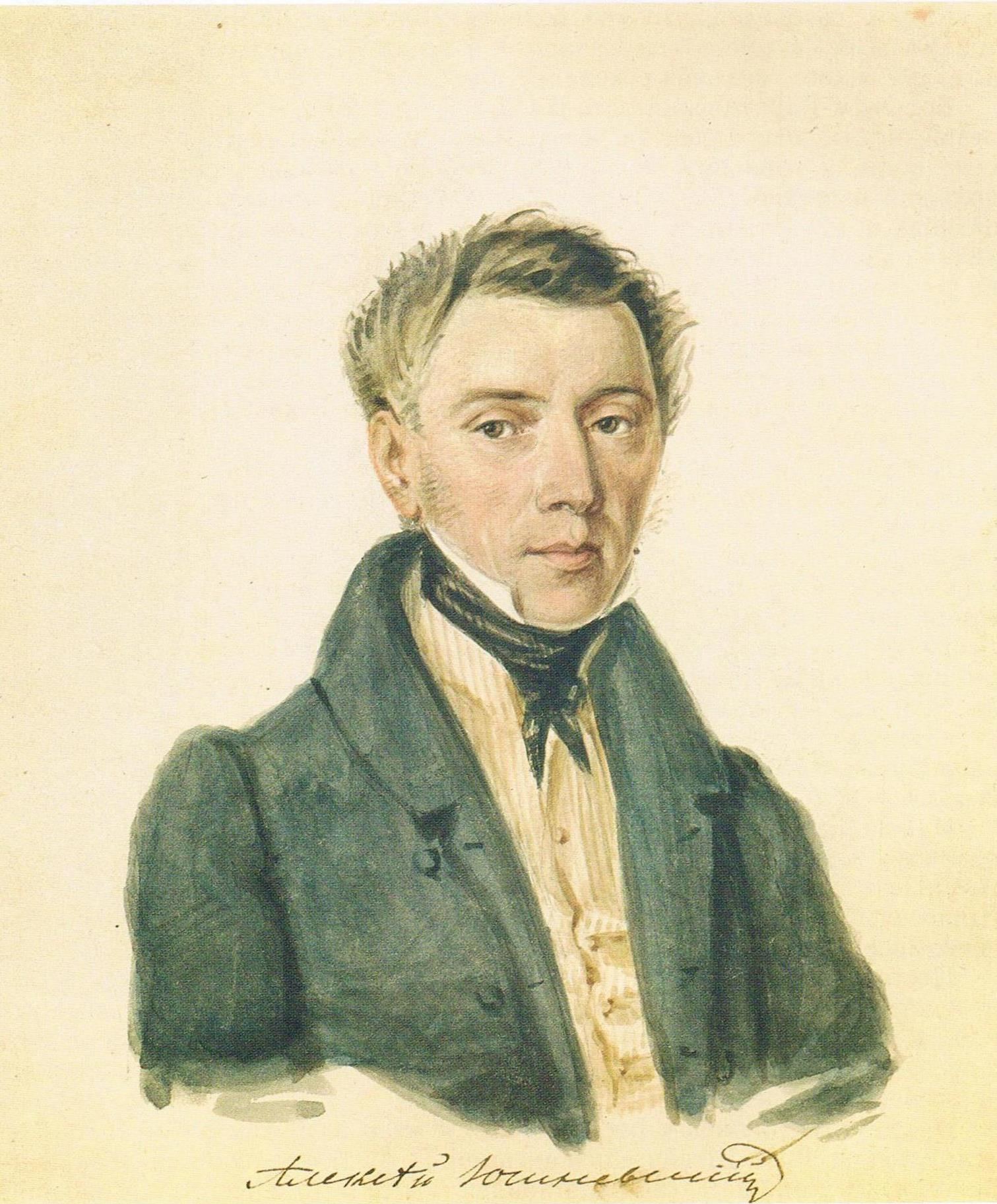
Олексій Юшневський

Олексі́й Петро́вич Юшне́вський (рос. Алексей Петрович Юшневский; 12 (23) березня 1786, Подільська губернія — 10 (22) січня 1844, Ойокська слобода Іркутської губернії) — декабрист, генерал-інтендант 2-ї армії.

## Біографія
Рід Юшневських походить із Галичини. Батько — Петро Христофорович Юшневський — вступив до військової служби по «праву польських дворян», був начальником Дубоссарського митного округу. 1811 року батько купив у Подільській губернії маєток Хрустова (понад 540 душ) і в Чигиринському повіті Київської губернії село Тишатовку (180 душ).
Народився Олексій Юшневський на Поділлі. Навчався у Московському університеті, але курсу не закінчив. 25 листопада 1801 року в Кам'янці-Подільському вступив до канцелярії подільського губернатора. Від 1816 року генерал-інтендант при штабі 2-ї армії у Тульчині.
З 1819 року член Союзу благоденства, з 1821 один з організаторів Південного товариства декабристів, один із його директорів. Заарештований у Тульчині 13 грудня 1825 року, доставлений до Петербурга 7 січня 1826 року, в той же день ув'язнений у Петропавловську фортецю. На процесі декабристів засуджений за першим розрядом до страти, замінену 20-річною каторгою, яку відбував у Сибіру, де й помер.
Обставини смерті, за спогадом його учня Миколи Бєлоголового, були такими:
| Ми і далі їздили до Юшневського і залишалися в нього з понеділка до суботи, і не можу напевно пригадати, але, здається, в січні 1844 року нашим заняттям судилося раптово перерватися. Сталося так, що тоді помер у селі Ойок (верст за 30 від Іркутська) поселений там декабрист Вадковський; Юшневський відправився на похорони товариша і сам там помер абсолютно несподівано для своїх друзів; під час заупокійної служби Божої, при виході з Євангелієм, він вклонився до землі, і коли товариші, які стояли біля нього, здивовані, що він довго не піднімається на ноги, зважилися доторкнутися до нього, то він уже був мертвий. Звістка про це негайно ж дійшла до нас, і ми дуже горювали через смерть учителя, до якого встигли сильно прив'язатися. Оригінальний текст (рос.) Мы продолжали ездить к Юшневскому и оставались у него с понедельника до субботы, и не могу наверное припомнить, но, кажется, в январе 1844 г. нашим занятиям суждено было внезапно прерваться. Случилось, что в это время умер в деревне Оёк (верстах в 30 от Иркутска) поселенный там декабрист Вадковский; Юшневский отправился на похороны товарища и сам там скончался совершенно неожиданно для своих друзей; во время заупокойной обедни, при выходе с Евангелием, он поклонился в землю, и когда стоявшие подле него товарищи, удивленные, что он долго не поднимается на ноги, решились тронуть его, то он уже был мертв. Известие это тотчас же дошло до нас, и мы много горевали о смерти учителя, к которому успели сильно привязаться. |

## Родина
Брат Семен (1801 — після 1844) — також декабрист, був засуджений і ув'язнений у Петропавлівській фортеці.
Дружина — Марія Казимирівна Юшневська (Круліковська) — поїхала за чоловіком до Сибіру.
Близько 100 листів Юшневського та його дружини, написаних із Сибіру, віднайшов історик Петро Голубовський. Ці листи стали предметом дослідження вченого. На засіданні Історичного товариства Нестора-літописця від 25 квітня 1904 року Голубовський прочитав доповідь, присвячену Юшневському. Пізніше її без будь-яких змін було опубліковано як передмову до підготовленої істориком сибірської добірки листів декабриста та його дружини.